# Geogarypus harveyi
Espèce
Geogarypus harveyi est une espèce de pseudoscorpions de la famille des Geogarypidae.

## Distribution
Cette espèce est endémique d'Iran.

## Description
Les mâles mesurent de 1,66 à 1,78 mm et les femelles de 1,60 à 1,87 mm.

## Étymologie
Cette espèce est nommée en l'honneur de Mark Stephen Harvey.

## Publication originale
- Nassirkhani, 2014 : A new pseudoscorpion species of the genus Geogarypus (Arachnida: Pseudoscorpiones) from Iran. Acta Arachnologica, vol. 63, no 2, p. 99-103 (texte intégral).